# Іоанн Трогліта
Іоанн Трогліта (д/н — бл. 552) — військовий діяч Візантійської імперії.

## Життєпис
Син чиновника Еванта. Народився, за різними відомостями, у Фракії або Македонії. Вперше згадується під час Вандальської війни. 533 року керував загоном федератів у битві біля Ад Децим і Трикамар. У 534—535 роках діяв під орудою магістра і префекта Соломона проти берберських володарів Ябди і Куцини. Тоді ж призначається дуксом Триполітанії (за іншими відомостями Бізацени). Успішно воював проти берберського племені лефава.
У 536 році відзначився у битві біля Мемьреси проти заколотника Стотзи, який зазнав поразки від Велізарія. 537 року брав участь у битві біля Целлас Ватарі під проводом магістра Германа, де було переможено Стотзу, після чого той втік до Мавро-римського царства. 538 року відзначився у битві при Автенті (Бізацена) проти Ябди.
538 року призначено дуксом Месопотамії. Тут 539 року перехопив посольство остготського короля Вітігеса, що рухалося до Персії. Завдяки цьому вдалося звільнити візантійських посланців Афанасія і Петра з остготської в'язниці. У 540 році переміг персів у битві при Нісібісі. Згодом успішно діяв разом з Велізарієм, завдавши нової поразки персам у битвах біля Феодосіополя і Дари.
Влітку 546 року призначено magister militum per Africam (військовим магістром Африки). Йому необхідно було відновити імператорську владу в преторіанській префектурі, яку фактичну захопили берберські володарі. Спочатку Трогліта зміцнив залоги прибережних міст. Потім дипломатичними зусиллями перетягнув на свій бік берберів на чолі із Куциною і Іфісдаєю, а Ябда вступив в збройний нейтралітет. За цим Трогліта відкинув пропозиція царя Антала про мирні перемовини, рушивши проти супротивника. Спочатку вдалося звільнити Бізацену, ствердивши тут імператорську владу. Лише після цього Трогліта звернувся до Анталаз пропозицією про амністію в обмін на визнання зверхності імператора. Але дістав відмову. Тоді на початку 547 року у битві при Суфетулі завдав Анталу поразки, наслідком якої було підпорядкування більшості берберських володінь та племен. Також повернуто військові штандарти, втрачені після поразки Соломона у битві при Кіліумі 544 року.
Вважаючи ситуацію відновленою, імператор Юстиніан I наказав відправити 3 корпуси на допомогу Велізарію в Італії. Це істотно послабило військову присутність в Африці. 547 року повстали бербери Триполітанії на чолі із Каркасаном. Іоанн Трогліта вирушив проти нього, але в битві біля Марти зазнав важкої поразки, проте зумів врятуватися у фортеці Іункі. Але через високі втрати відступив до Ларібусу, де став відновлювати сили. До ворогів Візантії знову доєднався Антал. Наслідком цього було втрата усіх здобутків 546—547 років: Трогліта знову контролював переважно узбережжя.
У наступні місяці зумів частково відновити сили, а також отримати допомогу від ерберських володарів Куцини, Іфісаї та Ябди, які значно збільшили візантійську потугу. Але йому довелося придушувати заколот серед власне візантійців, що були невдоволені важким походом і тривалою війною. Зрештою 548 року в битві на Катонових полях Іоанн Трогліта завдав нищівної поразки військам на чолі із Каркасаном і Анталом. Перший разом з 17 вождями загинув у битві. Невдовзі за цим помер або загинув Антал. В результаті Трогліті вдалося відновити владу в усіх провінціях, забезпечивши мир до 562 року.
Залишався на посаді до самої смерті у 552 році. У 549 році Трогліта почав складну політичну та економічну реконструкцію в провінції. Провінційні укріплення, збудовані Соломоном і які прийшли в непридатність, було відновлено. Маври набули статусу федератів. Трогліта надалі також продовжив участь у війні з готами в Італії, і відправляв два рази війська для зміцнення візантійської армії та захисту Корсики й Сардинії від вторгнення військ Тотіли.